# 長野県道175号矢沢真田線
長野県道175号矢沢真田線（ながのけんどう175ごう やざわさなだせん）は長野県上田市大字殿城字矢沢と上田市真田町長を結ぶ一般県道。

## 概要

### 路線データ
- 起点：上田市大字殿城字矢沢（長野県道176号下原大屋停車場線交点）
- 終点：上田市真田町長（国道144号交点）

## 交差する道路
- 長野県道176号下原大屋停車場線
- 長野県道35号長野真田線
- 国道144号